# Psicoticisme
El psicoticisme és un dels tres trets utilitzats pel psicòleg Hans Eysenck en el seu model de personalitat P–E–N (psicoticisme, extraversió i neurotisme).

## Natura
El psicoticisme és conceptualment similar al factor de restricció del model de personalitat de tres factors de Tellegen. El psicoticisme es pot dividir en trets més estrets, com ara la impulsivitat i la recerca de sensacions . Aquests, al seu torn, es poden subdividir en trets encara més específics. Per exemple, la impulsivitat es pot dividir en impulsivitat estreta (responsivitat sense pensar), presa de riscos, no planificació i vivacitat. La recerca de sensacions també s'ha analitzat en diverses facetes separades.
Eysenck va argumentar que podria haver-hi una correlació entre el psicoticisme i la creativitat.

## Crítiques
Els crítics del tret han suggerit que el tret és massa heterogeni per ser considerat com un tret únic. Costa i McCrae creuen que cal distingir en els models de personalitat l'amabilitat i la consciència (tots dos representen nivells baixos de psicoticisme). També s'ha suggerit que "psicotisme" pot ser un nom inadequat i que " psicopatia " o "Cerca de sensació impulsiva no socialitzada" serien etiquetes millors.

## Bases biològiques
Es creu que el psicoticisme està associat amb els nivells de dopamina. Altres correlats biològics del psicoticisme inclouen baixa condicionabilitat i nivells baixos de monoaminooxidasa; la beta-hidroxilasa, el cortisol, la norepinefrina en el líquid cefalorraquidi també semblen rellevants per al nivell de psicoticisme.
La base teòrica d'Eysenck per al model va ser la teoria d'Einheitspsychosen (psicosi unitària) del psiquiatre alemany del segle XIX Heinrich Neumann.